# Brandstofverbruik
Met brandstofverbruik of kort het verbruik van een vervoermiddel wordt doorgaans bedoeld de hoeveelheid brandstof die dat voertuig nodig heeft om een bepaalde afstand af te leggen. 

## Eenheden
Het verbruik (officieel brandstofverbruikscijfer) van motorvoertuigen wordt op verschillende manieren uitgedrukt. Het is gebruikelijk dit uit te drukken als het aantal afgelegde kilometers per liter brandstof en als de reciproque hiervan genoteerd (L:km). Zo wordt een verbruik van 1 liter per 15 kilometer uitgesproken als "een op vijftien" en geschreven als "1:15". Een andere veel gebruikte manier is het aantal liters brandstof per 100 kilometer (L/100 km), gewoonlijk gebruikt in geschreven voertuigspecificaties en door boordcomputers.
In landen die het Brits-Amerikaanse maatsysteem gebruiken wordt het brandstofverbruik uitgedrukt in mijl per gallon (mpg). Deze eenheid is omgekeerd evenredig met de hoeveelheid liter per 100 km: neemt de mpg toe dan neemt de L/100 km af, en vice versa.

## Invloedsfactoren
De rijsnelheid en rijstijl zijn de belangrijkste invloedsfactoren voor verschillen in benzineverbruik van identieke voertuigen bestuurd door verschillende bestuurders. Tevens moet men voor een goede schatting van het verbruik van een voertuig een langere periode (meerdere tankbeurten) de hoeveelheid liters en de afgelegde afstand bijhouden. Van belang is dat het verbruik afhangt van hoeveel men in de stad of op de snelweg rijdt. Het voordeel van zuinige (vaak lichte) auto's is in de stad groter dan op de snelweg.

### Specifiek brandstofverbruik

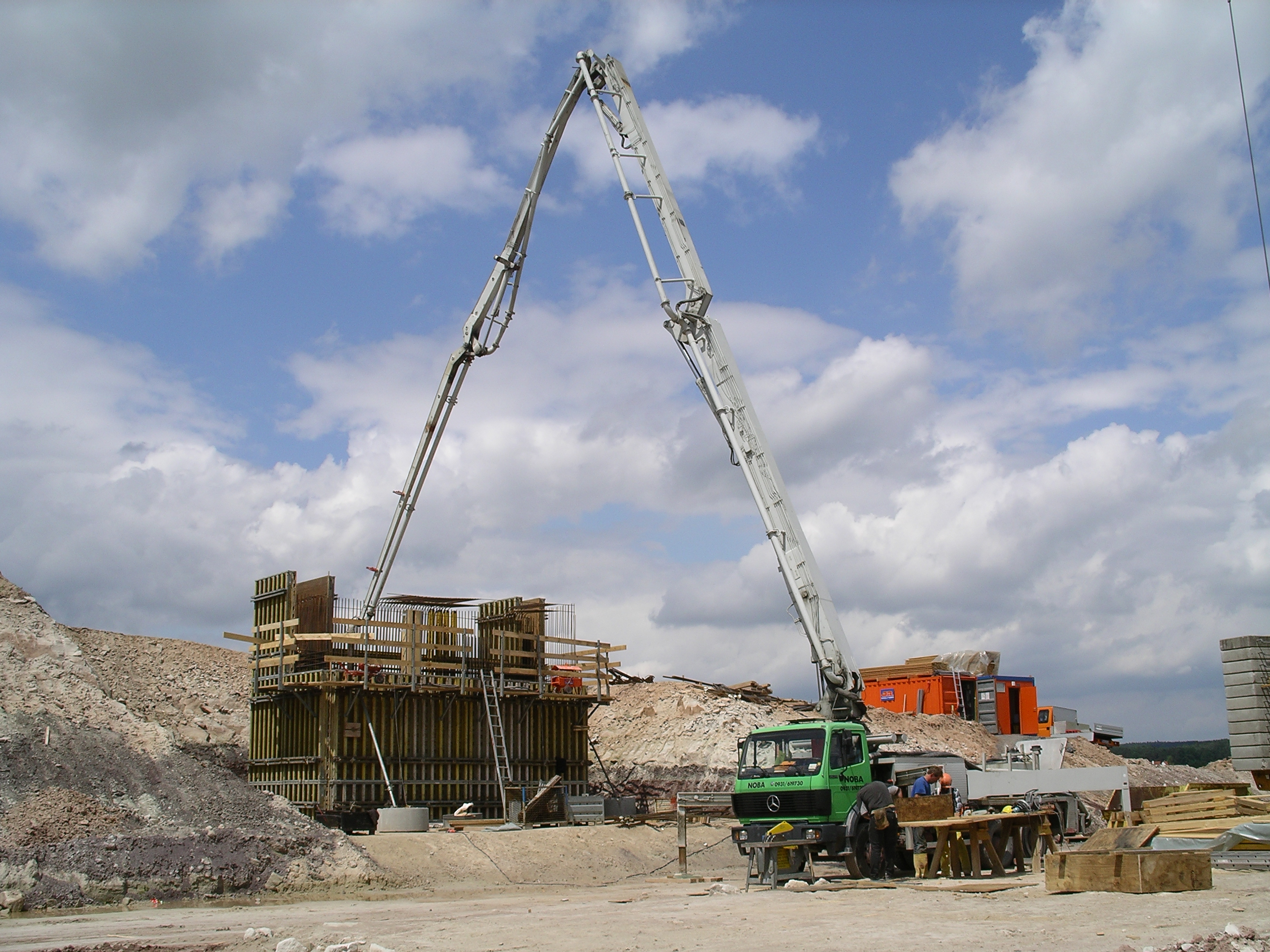
Betonpomp: flink brandstofverbruik zonder een meter vooruit te komen

Vooral bij grotere dieselmotoren voor vrachtauto's wordt het specifiek brandstofverbruik opgegeven. Bij vrachtauto's kunnen immers zo veel verschillende uitvoeringen worden geleverd, dat een groot aantal invloedsfactoren een rol gaat spelen. Te denken is hierbij aan de opbouw, belading, aantal assen, aantal aangedreven assen, sleep-, voorloop- en tandemassen, toepassing van bogie-liften en het gebruik (lokaal, regionaal, nationaal, internationaal, terrein), kraan- en liergebruik. Bovendien worden dergelijke motoren toegepast als scheepsdiesel in motorjachten, als aggregaat, als stationaire motor of als inbouwmotor geleverd aan andere merken. Om deze redenen wordt het verbruik niet aangegeven in liters per gereden kilometers, maar in grammen per geleverde kilowattuur (g/kWh).

## Natuurkundig
Achter het brandstofverbruik van auto's gaan vele natuurkundige wetten schuil. Om het theoretische verbruik te berekenen zijn er verschillende gegevens van de auto en omstandigheden nodig. De factoren zijn in te delen in vijf sectoren: luchtweerstand, rolweerstand, efficiëntie, optrekken en klimmen, en overige.
Luchtweerstand heeft te maken met de afmetingen, de vorm (stroomlijn) en de snelheid van het voertuig. Naarmate het voertuig sneller rijdt, zal het brandstofverbruik stijgen. Duidelijk moet zijn, dat de snelheid die hier gebruikt wordt, het verschil van de frontale windsnelheid en de snelheid van het voertuig is: bij tegenwind neemt de weerstand toe, bij meewind af. Als een relatief lichter voertuig groter is dan een zwaarder voertuig, zal dit bij hogere snelheden meer verbruiken dan het zwaardere voertuig. Kleinere voertuigen zijn veelal gewenst bij hogere snelheden, omdat hier de frontale oppervlakte en dus ook de luchtwrijving klein is.
Rolweerstand wordt veroorzaakt door de vervorming van de banden en is afhankelijk van het gewicht van het voertuig, de afmeting van de banden, het type band en de bandendruk. Hoe zwaarder het voertuig, hoe moeilijker het wordt zich te bewegen. De rolweerstand wordt, in tegenstelling tot de luchtweerstand, niet groter naarmate het voertuig sneller rijdt. Als een relatief lichter voertuig rijdt met een relatief lage snelheid, zal dit minder verbruiken dan een zwaarder voertuig, doordat de kracht die nodig is voor het verplaatsen van het voertuig, kleiner is.
Efficiëntie betreft vooral hoe zuinig een motor van zichzelf is. Er wordt aangeraden zo snel mogelijk naar een hogere versnelling te schakelen als dit mogelijk is qua weggedrag en staat van de weg.
Optrekken en klimmen hebben te maken met de mechanische energie van het voertuig. In het geval van optrekken is dit de kinetische energie, in het geval van klimmen de gravitatie-energie. Als een voertuig zwaarder is, zal er meer energie nodig te zijn om het voertuig op snelheid te brengen of een helling te laten beklimmen. Een lichter voertuig zal minder brandstof verbruiken voor elke keer dat het moet optrekken, in vergelijking met een zwaarder voertuig. Vaak moet er gewacht worden voor een verkeerslicht, zodat het voertuig geen kinetische energie meer heeft. Als het verkeerslicht op groen springt, zal het voertuig een stijging in kinetische energie krijgen. Het verschil in energie moet extra verbrand worden in de motor. Het beklimmen van een helling met een hoogteverschil van 9,8 meter kost voor ieder voertuig evenveel energie als het optrekken van 0 tot 50 km/uur.
Het is gemakkelijk deze twee vormen van energiegebruik samen te nemen, omdat beide vormen eenvoudig in elkaar omgezet kunnen worden. Door een helling af te rijden kan een voertuig optrekken zonder brandstof te gebruiken door een negatieve afstand te klimmen, vertragend kan een voertuig een helling op rijden zonder extra brandstof te verbruiken. Daarnaast kunnen beide vormen van mechanische energie soms, met name bij elektrische voertuigen, teruggewonnen worden bij het remmen.
Overige De verwarming door middel van hete lucht in een brandstofauto heeft een verwaarloosbare invloed op het verbruik, aangezien dit met afvalwarmte van de motor gebeurt en dus geen extra energie kost. Auto's zijn vrij structureel  met airconditioning uitgerust, het gebruik hiervan heeft wel een negatief effect op het energiegebruik. De stuurbekrachtiging wordt (net als de airconditioning en de dynamo) aangedreven door middel van een pomp die door middel van een (getande) aandrijfriem wordt aangedreven door de motor, hierdoor wordt energie onttrokken aan de motor. Het inschakelen van gebruikers die stroom verbruiken (o.a. stoelverwarming, achterruitverwarming) zorgt voor een (miniem) extra gebruik van energie. 
Door de luchtweerstand en de rolweerstand te vermenigvuldigen met de snelheid van het voertuig, en het overige vermogen (in watt) erbij te tellen, verkrijgt men het vermogen van het voertuig. Het vermogen is het aantal joule dat het voertuig moet besteden, per seconde. Om erachter te komen hoeveel het voertuig verbruikt in liter/kilometer, wordt het vermogen gedeeld door de snelheid, gedeeld door de efficiëntie van de motor (kleiner dan 1). Hieruit volgt het verbruik van de auto in joule per meter. Als deze waarde wordt vermenigvuldigd met 100.000 (100 kilometer) en gedeeld door de energetische waarde van een liter brandstof, krijgt men het aantal liter dat het voertuig verbruikt per 100 kilometer. Het optrekken en eventuele klimmen wordt hier weggelaten.

## Energielabel
Binnen een bepaalde prijs- of gewichtsklasse zijn er aanzienlijke verschillen in brandstofverbruik door verschillen in stroomlijning en in toegepaste motortechniek. Op het Energielabel dat sinds 2001 bij iedere nieuwe auto zit, staat het brandstofverbruik in vergelijking tot het verbruik van auto's uit dezelfde autoklasse.
Het Energielabel drukt het verbruik uit in een letter A tot G. Per autoklasse geldt: een A-label auto is het meest zuinig, een G-label auto het minst. Het is dus zeker niet zo dat bijvoorbeeld een D-label auto in absolute zin onzuiniger is dan een C-label auto: bij het bepalen van het energielabel wordt er namelijk bijvoorbeeld ook gekeken naar de lengte van de auto. Zo is er bijvoorbeeld een Maybach te verkrijgen met het energielabel D, terwijl er vele auto's zijn die minder uitstoot hebben maar toch als E of F gelabeld kunnen zijn. Verder staat ook de  CO2-uitstoot in gram per kilometer vermeld.
| Energielabel | Zuinigheid ten opzichte van gemiddelde auto uit dezelfde autoklasse |
| ------------ | ------------------------------------------------------------------- |
| A            | minimaal 20% zuiniger                                               |
| B            | 10% tot 20% zuiniger                                                |
| C            | maximaal 10% zuiniger                                               |
| D            | maximaal 10% onzuiniger                                             |
| E            | 10% tot 20% onzuiniger                                              |
| F            | 20% tot 30% onzuiniger                                              |
| G            | minimaal 30% onzuiniger                                             |

Het aangegeven verbruik op het Energielabel is gebaseerd op een laboratoriumsetting en in de praktijk zal het verbruik hoger liggen.

### Subsidie
In de periode 2006 tot 2010 bestond in Nederland een fiscale korting voor schone auto's om energiebesparing te bevorderen en broeikaseffecten tegen te gaan. Auto's met het Energielabel A verbruiken ongeveer 1 liter benzine voor 20 kilometer en stoten relatief weinig van het broeikasgas koolstofdioxide uit. De consument kreeg in deze periode bij aanschaf van een auto met een A-label of B-label een korting op de aanschafbelasting (BPM). Voor auto's met een D-label, E-label, F-label of G-label werd er juist een strafheffing toegepast op de BPM. Na 1 januari 2010 speelt het Energielabel geen rol meer de vaststelling van de BPM.
Om te bepalen hoe hoog de BPM moet worden van een nieuwe auto, wordt er gekeken naar de uitstoot volgens de WLTP-meting. Vroeger werd gekeken naar de NEDC-gegevens. Hoewel de WLTP een realistischer beeld geeft, klopt het nog steeds niet volledig in de praktijk. De Europese Unie wil graag het praktijkverbruik beter in kaart hebben. Daarom geven auto's nieuwer dan 2021 nu verbruiksgegevens door aan fabrikanten, die het weer doorspelen aan de EU. Is een auto niet verbonden, dan moet een garage vanaf mei 2023 de gegevens doorgeven als de auto bijvoorbeeld komt voor de APK.

## Zuinige auto's
Onderstaande tabellen laten de 30 zuinigste benzineauto's en 30 zuinigste dieselauto's zien (juli 2009, bron:spritmonitor.de). Het verbruik is gebaseerd op werkelijk verbruik zoals opgegeven door een representatief aantal bestuurders, en zijn realistischer dan de theoretische waarden die de autofabrikanten opgeven in de technische gegevens.

### Benzine
| Nummer | Merk en model (aantal invoeren) | l/100km |
| ------ | ------------------------------- | ------- |
| 1.     | Honda Insight (31)              | 5,1     |
| 2.     | Toyota Prius (687)              | 5,2     |
| 3.     | Citroën C1 (271)                | 5,3     |
| 4.     | Daihatsu Cuore (258)            | 5,4     |
| 5.     | Fiat 126 (12)                   | 5,4     |
| 6.     | Toyota iQ (52)                  | 5,4     |
| 7.     | Toyota Aygo (391)               | 5,5     |
| 8.     | Peugeot 107 (139)               | 5,6     |
| 9.     | Daihatsu Trevis (21)            | 5,7     |
| 10.    | Honda Civic Hybrid (106)        | 5,7     |
| 11.    | Smart Roadster (379)            | 5,8     |
| 12.    | Smart Fortwo (1339)             | 5,9     |
| 13.    | Suzuki Alto (20)                | 6,1     |
| 14.    | Toyota Yaris (293)              | 6,2     |
| 15.    | Suzuki Splash (25)              | 6,2     |
| 16.    | Renault Twingo (478)            | 6,3     |
| 17.    | Kia Picanto (131)               | 6,3     |
| 18.    | Daihatsu Sirion (107)           | 6,3     |
| 19.    | Honda Jazz (162)                | 6,0     |
| 20.    | Kia Pride (13)                  | 6,4     |
| 21.    | Renault Thalia (13)             | 6,4     |
| 22.    | Hyundai Atos (33)               | 6,5     |
| 23.    | Daewoo Matiz (39)               | 6,5     |
| 24.    | Hyundai i10 (59)                | 6,5     |
| 25.    | Fiat Cinquecento (76)           | 6,5     |
| 26.    | SEAT Arosa (91)                 | 6,5     |
| 27.    | Audi A2 (189)                   | 6,5     |
| 28.    | Chevrolet Matiz (32)            | 6,5     |
| 29.    | Fiat 500 (91)                   | 6,6     |
| 30.    | Citroën 2CV (23)                | 6,6     |

### Diesel
| Nummer | Merk en model (aantal invoeren) | l/100km |
| ------ | ------------------------------- | ------- |
| 1.     | Audi A2 3L (45)                 | 3,6     |
| 2.     | Volkswagen Lupo 3L (89)         | 3,7     |
| 3.     | Smart ForTwo (1037)             | 4,2     |
| 4.     | Citroën C1 (33)                 | 4,3     |
| 5.     | Citroën AX (21)                 | 4,6     |
| 6.     | SEAT Arosa (33)                 | 4,7     |
| 7.     | Audi A2 (204)                   | 4,8     |
| 8.     | Peugeot 106 (27)                | 4,9     |
| 9.     | Citroën Saxo (19)               | 4,9     |
| 10.    | Citroën C2 (80)                 | 4,9     |
| 11.    | Nissan Micra (12)               | 5,0     |
| 12.    | Fiat Panda (22)                 | 5,0     |
| 13.    | Toyota Yaris (95)               | 5,0     |
| 14.    | Kia Picanto (11)                | 5,0     |
| 15.    | Fiat 500 (27)                   | 5,0     |
| 16.    | Dacia Logan (20)                | 5,1     |
| 17.    | Volkswagen Lupo (62)            | 5,1     |
| 18.    | Citroën C3 (80)                 | 5,2     |
| 19.    | Peugeot 205 (29)                | 5,2     |
| 20.    | Mini Mini Clubman (17)          | 5,2     |
| 21.    | Renault Clio (211)              | 5,2     |
| 22.    | Nissan Note (18)                | 5,2     |
| 23.    | Skoda Fabia (443)               | 5,2     |
| 24.    | Mazda 2 (24)                    | 5,2     |
| 25.    | Ford Fiesta (238)               | 5,3     |
| 26.    | Volkswagen Polo (509)           | 5,3     |
| 27.    | Opel Corsa (382)                | 5,3     |
| 28.    | Smart Forfour (133)             | 5,3     |
| 29.    | Fiat Punto (75)                 | 5,4     |
| 30.    | Renault Modus (33)              | 5,4     |

## CO2-uitstoot
De emissie van CO2 bedraagt ongeveer 2,3-2,4 kg CO2 per liter benzine. Dit kan als volgt worden berekend. De soortelijke massa van benzine is circa 0,71-0,77 kg/liter. In de benzine zitten aan elk koolstofatoom gemiddeld twee waterstofatomen, deze hebben samen een massa van 2 u. Bij verbranding worden de waterstofatomen vervangen door zuurstof met een gezamenlijk een massa van 32 u. De koolstofdioxide-uitstoot kan ruwweg berekend worden door de massa van een liter benzine te delen door 14 (koolstof 12 + waterstof 2 × 1) en te vermenigvuldigen met 44 (koolstof 12 + zuurstof 2 × 16). Hieruit volgt:
770 gram benzine / 14 × 44 = 2420 gram CO2. Voor een liter diesel is dit 2,7 kg CO2 en voor een m3 aardgas (bij 1 bar, 0 °C) is dit 1,8 kg CO2.
Deze getallen betreffen uitsluitend de CO2 die aanwezig is in het product (bij de pomp, of tank-to-wheel) en die vrijkomt bij verbranding. Dit is echter maar een gedeelte van de totale hoeveelheid CO2 die deze brandstof veroorzaakt. Volgens de well-to-wheel methodiek wordt alle CO2 die ontstaat bij het opsporen, produceren, raffineren, transporteren, opslaan en verbranden toegerekend aan die brandstof. Biobrandstoffen worden op een vergelijkbare wijze beoordeeld. Voor de productie en vervoer van diesel (well-to-tank) tot aan de pomp komt ongeveer 0,6 kg CO2 per liter vrij, waarmee het totaal uitkomt op ongeveer 3,3 kg CO2 per liter diesel.